# Лойвуш (Шавеш)
Лойвуш (порт. Loivos)  —  приход (фрегезия) в Португалии, входит в округ Вила-Реал. Является составной частью муниципалитета Шавиш. По старому административному делению входил в провинцию Траз-уж-Монтиш и Алту-Дору. Входит в экономико-статистический  субрегион Алту-Траз-уш-Монтеш, который входит в Северный регион. Население составляет 629 человек на 2001 год. Занимает площадь 11,74 км².
Покровителем прихода считается Сан-Жералду (порт. São Geraldo). 